# Bobbi Kristina Brown
Bobbi Kristina Brown (4. března 1993 – 26. července 2015) byla americká herečka a zpěvačka. Byla dcerou amerického R&B zpěváka Bobby Browna a světoznámé soulové zpěvačky Whitney Houston. Už jako dítě měla svoji reality show. Po rozvodu rodičů, když jí bylo 14 let, připadla Kristina do péče matky. Po smrti matky se stala dědičkou majetku v hodnotě 115 milionů dolarů.

## Úmrtí
Dne 31. ledna 2015 byla nalezena ve vaně v bezvědomí. Brown zemřela na lobární pneumonii 26. července 2015 poté, co byla  téměř šest měsíců v kómatu. Nařízená soudní pitva pak prokázala, že svůj podíl na úmrtí měly marihuana a alkohol spolu s léky na uklidnění a proti úzkosti. Pochována byla 3. srpna 2015 na hřbitově Fairview ve Westfieldu vedle své matky.

## Diskografie
- „Little Drummer Boy“ (duet s Whitney Houston)
- „My Love Is Your Love“ (duet naživo s Whitney Houston)
- „I'm Your Baby Tonight“ (ze seriálu The Houstons: On Our Own)